# Tréjouls
Tréjouls település Franciaországban, Tarn-et-Garonne megyében. Lakosainak száma 221 fő (2022. január 1.). Tréjouls Montlauzun, Cazes-Mondenard, Lauzerte, Sainte-Juliette, Sauveterre és Lendou-en-Quercy községekkel határos.

## Népesség
A település népessége az elmúlt években az alábbi módon változott:
| Lakosok száma | 245  | 245  | 254  | 242  | 240  | 238  | 237  | 229  | 221  |
|               | 2013 | 2015 | 2016 | 2017 | 2018 | 2019 | 2020 | 2021 | 2022 |